# South Midlands League
South Midlands League là một giải bóng đá Anh bao phủ vùng Bedfordshire và một số vùng lân cận khác.
Giải đấu được thành lập năm 1922 với tên gọi Bedfordshire County League, đổi tên thành Bedfordshire & District County League năm 1924 trước khi có tên South Midlands League năm 1929. Giải đấu hợp nhất với Spartan League để trở thành Spartan South Midlands League năm 1997.
Đa số sự tồn tại cả giải đấu thì bao gồm 2 hạng đấu, nhưng có một giai đoạn sau Thế chiến thứ II thì có 3 hạng đấu, số đội bóng tham gia cao nhất là 48 ở mùa giải 1995–96.
Sau sự tiến hóa của National League System, giải trở thành giải góp đội cho Isthmian League, trong đó có các câu lạc bộ như Leighton Town, Oxford City và Bedford Town đã giành quyền thăng hạng.
Mặc dù các đội bóng trong giải được chơi ở vòng loại của FA Cup từ sau thập niên 1920 trở đi, nhưng không có đội nào vào đến vòng 1. Đội bóng có thành tích tốt nhất là Barton Rovers ở mùa giải 1976–77 khi vào đến Vòng loại 4. Các đội bóng South Midlands League giành được nhiều thành công hơn ở FA Vase – Barton Rovers vào đến chung kết mùa giải 1977–78, trong khi Arlesey Town khá hơn khi ở mùa giải 1994–95 họ trở thành đội đầu tiên và duy nhất của South Midlands League vô địch FA Vase.

## Các đội vô địch South Midlands League theo hạng đấu (danh sách không đầy đủ)

### 1980–1993
| Mùa giải | Premier             | Division One          |
| -------- | ------------------- | --------------------- |
| 1980–81  | Stotfold            | 61 F.C.               |
| 1981–82  | Pirton              | Welwyn Garden         |
| 1982–83  | Pirton              | Ashcroft Co-Op        |
| 1983–84  | Shefford Town       | New Bradwell St Peter |
| 1984–85  | Eaton Bray United   | Milton Keynes Borough |
| 1985–86  | Selby               | Buckingham Athletic   |
| 1986–87  | Selby               | Electrolux            |
| 1987–88  | Shillington         | Pitstone & Ivinghoe   |
| 1988–89  | Langford            | Welwyn Garden United  |
| 1989–90  | Pitstone & Ivinghoe | Harpenden Town        |
| 1990–91  | Thame United        | Buckingham Athletic   |
| 1991–92  | Leighton Town       | Ashcroft              |
| 1992–93  | Oxford City         | Bedford Town          |

### 1993–1997
Hạng đấu thứ ba được giới thiệu năm 1993. Các hạng đấu được đổi tên lại thành Premier, Senior và Division One. Sự lên xuống hạng giữa các hạng đấu thì hông tự động, phải dựa vào cơ sở vật chất.
| Mùa giải | Premier          | Senior            | Division One         |
| -------- | ---------------- | ----------------- | -------------------- |
| 1993–94  | Bedford Town     | Toddington Rovers | Stony Stratford Town |
| 1994–95  | Arlesey Town     | London Colney     | Houghton Town        |
| 1995–96  | Arlesey Town     | Holmer Green      | Mercedes-Benz        |
| 1996–97  | Potters Bar Town | Leverstock Green  | Biggleswade United   |